# Нове Пеґлово
Нове Пеґлово (пол. Nowe Piegłowo) — село в Польщі, у гміні Шидлово Млавського повіту Мазовецького воєводства.
Населення — 88 осіб (2011).
У 1975-1998 роках село належало до Цехановського воєводства.

## Демографія
Демографічна структура станом на 31 березня 2011 року:
|          | Загалом | Допрацездатний вік | Працездатний вік | Постпрацездатний вік |
| -------- | ------- | ------------------ | ---------------- | -------------------- |
| Чоловіки | 49      | 9                  | 29               | 11                   |
| Жінки    | 39      | 2                  | 25               | 12                   |
| Разом    | 88      | 11                 | 54               | 23                   |